# Haren, Emsland
Haren là một thị xã trong huyện Emsland, bang Niedersachsen, Đức. Dân số cuối năm 2006 là 22.858 người.